# Lamine Conteh
Muhammad Lamin Conteh Al-Hidayah, conhecido apenas por Lamine Conteh (Freetown, 20 de junho de 1976 – Kenema, 5 de maio de 2022) ou também por seu apelido Junior Tumbu, foi um futebolista serra-leonês que atuava como meia-atacante. Representou seu país em 2 edições da Copa das Nações Africanas (1994 e 1996).

## Carreira
Considerado um dos futebolistas mais populares de Serra Leoa nas décadas de 1990 e 2000, Conteh atuou profissionalmente por 20 anos. Seu primeiro clube foi o Beerschot (Bélgica), onde atuou em 48 jogos entre 1992 e 1995, marcando 13 gols. Jogou também no Meppen (Alemanha) por 2 temporadas, com 16 partidas e 2 gols.
Teve ainda uma curta passagem pelo futebol português, defendendo Boavista e Varzim entre 1997 e 1998. Destacou-se atuando em clubes dos Emirados Árabes Unidos, onde jogou por Al-Wahda e Fujairah, e principalmente no Sudeste Asiático, representando equipes de Malásia (Perlis FA e Negeri Sembilan), Tailândia (Chanthaburi) e Indonésia (Pelita Jaya). Em 2012, o meia-atacante encerrou sua carreira aos 36 anos.

## Carreira internacional
Pela seleção de Serra Leoa, Conteh estreou em abril de 1993, no empate sem gols com a Argélia.
Ele atuou em uma partida da Copa das Nações Africanas de 1994, quando os Leone Stars (que mandaram um elenco jovem para a competição) perderam por 4 a 0 para a Costa do Marfim, e nos 3 jogos da equipe na edição de 1996 (uma vitória sobre Burkina Faso e derrotas para Argélia e Zâmbia).
Seguiu sendo convocado regularmente até 1998, perdendo espaço na seleção. As últimas partidas de Conteh por Serra Leoa foram em 2002 (vitória por 2 a 0 sobre o Gabão), quando passou a ser capitão do time no lugar de Mohamed Kallon, e em 2006 (empate com o Mali e derrota para o Benin). Encerrou a carreira internacional com 20 jogos e 6 gols.

## Vida pessoal e morte
Embora fosse filho de muçulmanos limbas, Conteh era frequentemente envolvido no movimento rastafári, sendo fã do cantor jamaicano Bob Marley.
Faleceu em 5 de maio de 2022, na cidade de Kenema, após uma doença prolongada. O ex-jogador tinha 45 anos de idade.

## Títulos
Al-Wahda
- Campeonato Emiradense: 1998–99, 2000–01
- UAE President Cup: 1999–2000
- UAE Federation Cup: 2001

Perlis FA
- Campeonato Malaio: 2005
- Copa da Malásia: 2004, 2006
- Copa da Federação: 2003, 2006

Boavista
- Taça de Portugal: 1996–97
- Supertaça Cândido de Oliveira: 1997